# Koos Koster

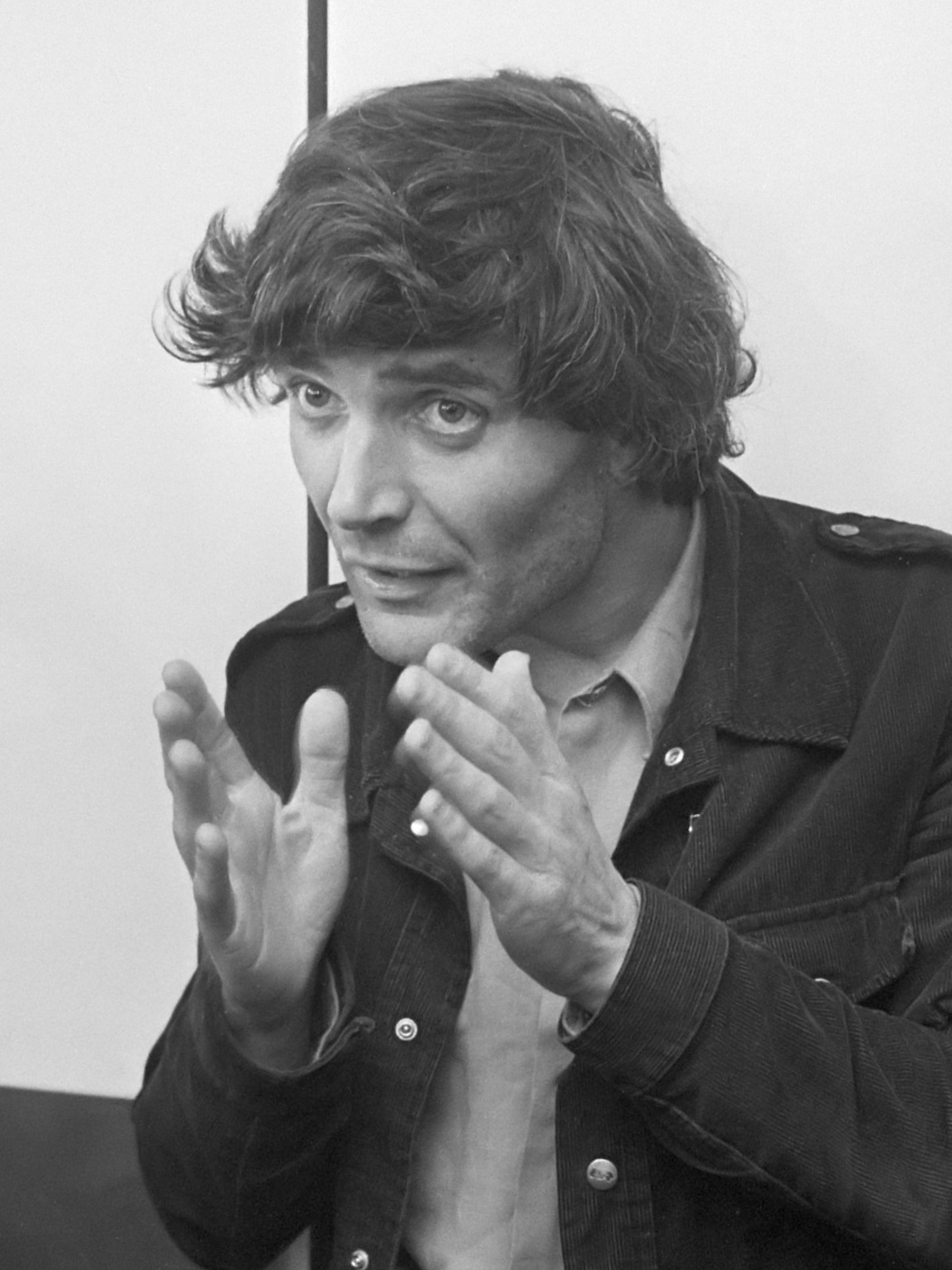
Koos Koster (1973)

Jacobus Andries (Koos) Koster (Sint Annaparochie, 9 januari 1936 – Santa Rita, 17 maart 1982) was een Nederlandse journalist die op 17 maart 1982 werd doodgeschoten door soldaten van het leger van El Salvador. Hij maakte deel uit van een groep van vier Nederlandse journalisten. De anderen, (Hans ter Laag, Jan Kuiper en Joop Willemsen), werden bij dezelfde gelegenheid gedood.

## Van predikant naar journalist
Koster groeide op in Sint Annaparochie, als zoon van dominee Salomon Jozias Koster en Adriana Aletta Klaassen. Hij interesseerde zich voor het vak van zijn vader en besloot na zijn middelbare schoolopleiding aan het Gereformeerd Gymnasium te Leeuwarden zich te verdiepen in de theologie. In 1957 begon hij aan een opleiding tot gereformeerd predikant aan de Theologische Universiteit Kampen. In 1963 studeerde hij af en werd hij benoemd tot vicaris van de Nederlandse Oecumenische Gemeente in Berlijn, waar hij samenwerkte met ds. Bé Ruys. Hier werkte hij tot 1969, waarbij hij vooral in de DDR actief was. Hij typeerde dit land als het 'stiefkind van Europa' en verbaasde zich erover dat er in Nederland, dat zich profileerde als een land met een vrije en onafhankelijke pers, over de DDR toch weinig bekend was. Dat was voor hem aanleiding om over te stappen naar de journalistiek. In de loop van de jaren raakte Koster teleurgesteld over het dogmatisme en de rigiditeit van kerk en staat in de DDR. De afstand tot de DDR nam toe en na een televisie-interview met Stefan Heym werd hem de toegang tot de DDR ontzegd.

## Kosters werk in Latijns-Amerika
In dezelfde periode raakte Koster geïnteresseerd in Latijns-Amerika. Hij was onder de indruk van de Braziliaanse 'rode bisschop' Hélder Câmara en van de  Colombiaanse priester en voorloper van de bevrijdingstheologie Camilo Torres. In de jaren zeventig werkte Koster als journalist voor de IKON, voor Hervormd Nederland en voor De Nieuwe Linie. Hij vestigde zich in Chili en huwde de Mexicaanse Ana Maria Rumayor.

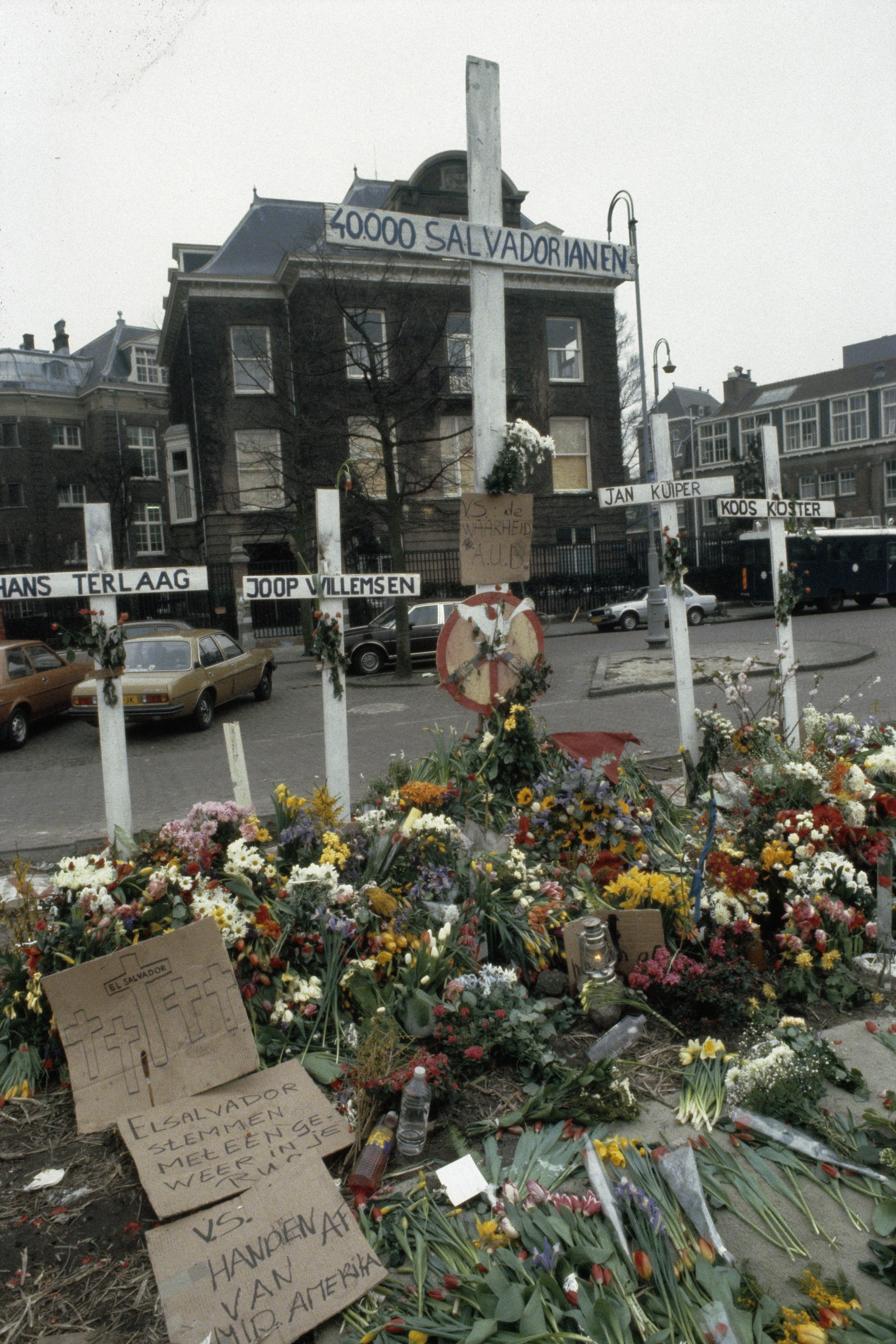
Ereplaats in Amsterdam met vijf kruizen, vier voor de omgekomen Nederlandse journalisten en een voor de 40.000 vermoorde Salvadorianen

Op 20 september 1973 werd Koster als een van de eersten gearresteerd na de staatsgreep die op 11 september van dat jaar plaatsvond in Chili en waar hij verslag van had gedaan, terwijl hij daar werkzaam was voor de Chileense Raad van Kerken. Hij werd zoals velen opgesloten in het voetbalstadion van Santiago. Hij deed daarvan later verslag in het boekje Volk zonder geweren : vodjes papier uit een voetbalstadion (1974).
In 1978 maakte hij voor de IKON de documentaire over Chili onder het regime van Pinochet Ze zeggen dat dit een vrij land is, samen met Jan Kuiper, Deodaat Visser en Wessel van der Hammen.
Hij bleef verslag doen van de gebeurtenissen in Latijns-Amerika, en woonde achtereenvolgens in Peru en Mexico. Naast zijn journalistieke werk hield hij zich ook bezig met hulpacties voor wat hij zag als slachtoffers van onrecht. Hij zag de journalistiek als een heilig beroep dat de waarheid bekend moet maken.

## Koster in El Salvador
Latijns-Amerika bleef zijn bijzondere belangstelling genieten voor reportages in het dagblad Trouw (sinds 1976) en de IKON. In 1980 werd hij in El Salvador gesterkt in zijn ideeën door een gesprek met de sociaal bewogen aartsbisschop Óscar Romero, die kort daarna werd vermoord. Hij maakte in dat jaar een reportage over de doodseskaders in El Salvador, die de aandacht van de westerse media op dat land zou richten. Het kwam hem op kritiek te staan van de regeringen van de Verenigde Staten en van El Salvador, die vonden dat Koster de situatie te eenzijdig had belicht.

## Moord op Koster en collega's
In maart 1982 was Koster wederom in El Salvador, met zijn collega’s Hans ter Laag, Jan Kuiper en Joop Willemsen. Op 7 maart interviewden ze gevangengenomen guerrilleros, die de journalisten bedankten voor hun steun in de strijd. Op 11 maart werd het team ondervraagd door agenten in burger, nadat een briefje met de naam en het adres van Koster was gevonden op het lichaam van een gedode guerrillastrijder. Een dag later werd het team in de Salvadoraanse pers beschuldigd van steun aan de guerrilla. Desondanks verliet het team het land niet, maar ze reisden op 17 maart naar Chalatenango waar ze door mensen van de FMLN werden opgehaald. Na anderhalf uur rijden trokken de journalisten te voet het land in. Al na enkele meters werden allen gedood door militairen van het Salvadoraanse regeringsleger die kennelijk wisten van hun komst. Deze moord is bekend geworden als het Bloedbad van Santa Rita.

## Vervolging
Koster werd nadien een symbool van de geëngageerde journalistiek, die daarbij zo ver ging dat het hem het leven kostte. Critici menen echter dat hij de situatie in Latijns-Amerika beter kende dan zijn collega’s, en een onnodig risico had genomen door na het verhoor van 11 maart het land niet te verlaten. Over de rol van de Salvadoraanse regering is geen helderheid gekomen. Het regeringsleger verklaarde dat ze het gemunt had op de FMLN-strijders, en dat de aanwezigheid van de journalisten toeval was. De waarheidscommissie van de Verenigde Naties concludeerde echter in 1993 dat de journalisten werden gedood in een hinderlaag die het Bataljon Atonal bewust had gelegd op basis van vooraf gekregen informatie, en dat het leger de feiten voor onderzoek heeft willen verbergen. Als opdrachtgever werd kolonel Mario A. Reyes Mena aangewezen. In hetzelfde jaar werd echter een amnestiewet aangenomen in El Salvador, waardoor het niet tot een aanklacht kon komen. In 2016 werd deze amnestiewet als zijnde 'ongrondwettelijk' ingetrokken door het hooggerechtshof van El Salvador, waardoor vervolging alsnog mogelijk werd. Reynes Mena werd in 2018 door het tv-programma Zembla opgespoord in de VS, waar hij al vanaf 1984 bleek te wonen. In 2021 werd door mensenrechtenorganisaties in Dulce Nombre de María een rechtszaak aangespannen tegen Reynes Mena en 25 andere ex-soldaten. In 2022 verzocht El Salvador de VS om uitlevering van Reynes Mena. In El Salvador zelf werden dat jaar de toenmalige minister van Defensie generaal Guillermo García en kolonel Francisco Antonio Morán opgepakt in verband met de rechtszaak.In 2025 werden Reynes Mena (85), García (91) en Morán (93) veroordeeld tot dertig jaar cel.